# Matara (Eritrea)
Matara (o Metera, també coneguda com a Balaw Kalaw) és un important jaciment arqueològic situat a la regió de Debub (Sud) d'Eritrea, a 136 quilòmetres al sud-oest d'Asmara, era una ciutat important en els regnes de D'mt i Axum. Des de la independència d'Eritrea, el Museu Nacional d'Eritrea sol·licità al govern d'Etiòpia que retornàs artefactes traslladats del jaciment. Tanmateix, aquests esforços fins ara han estat rebutjats.

## Històric

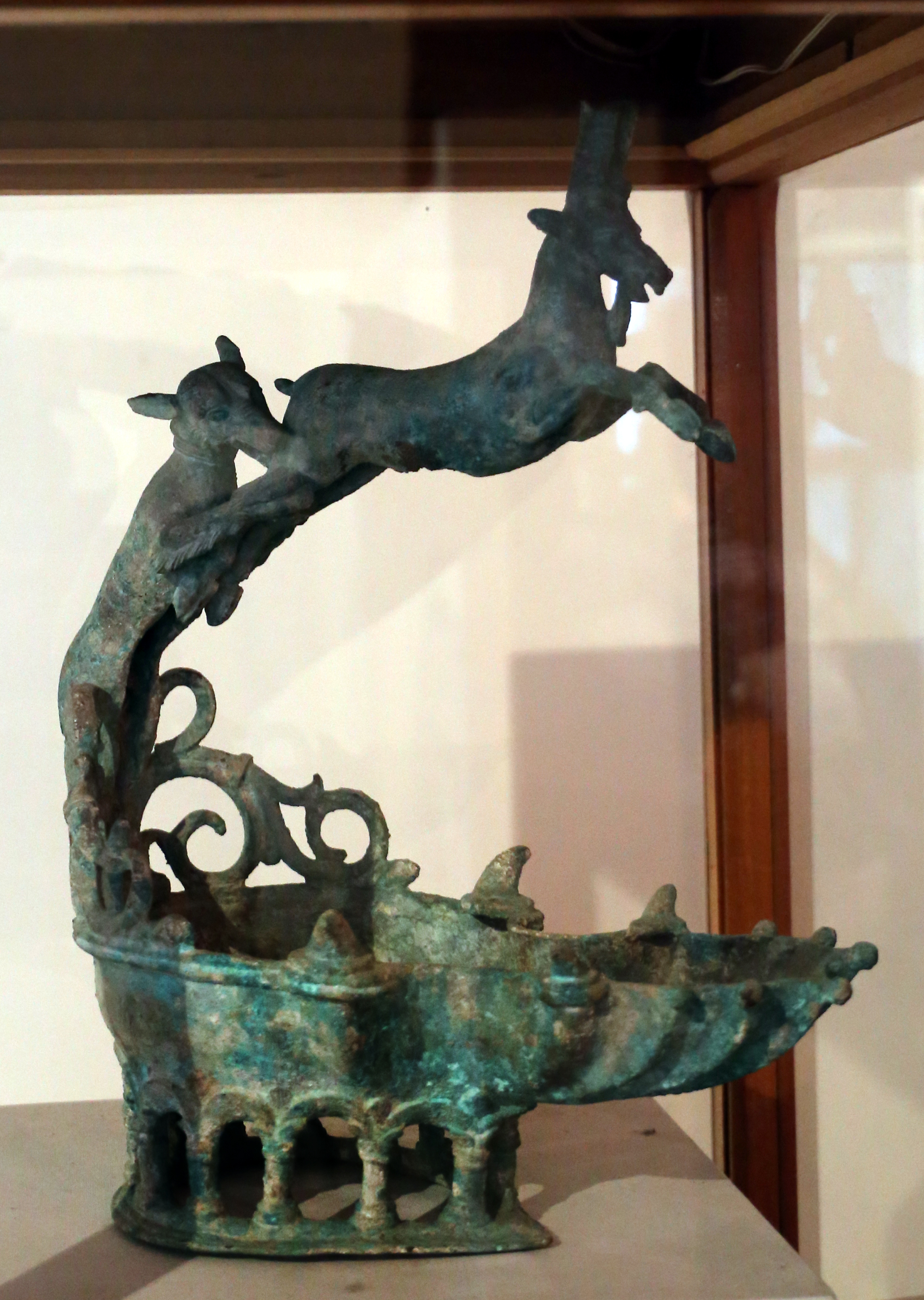
Gresol d'oli de bronze trobat a Matara, datat del Regne de D'mt

Situat a prop de la frontera amb la regió nord d'Etiòpia, Tigre, el jaciment ja va donar evidències de diversos nivells d'habitació, incloent-hi dues grans ciutats diferents, que cobriren més de 1.000 anys.
Les excavacions realitzades per l'arqueòleg francés Francis Anfray, a partir del 1959, van establir la presència d'un assentament preaxumita en aquell lloc, però no hi ha una comprensió completa de la manera de viure d'aquests habitants anteriors. Sabem que les cases anteriors eren construïdes amb esquist i les ocupacions axumites posteriors a vegades utilitzaven les parets preaxumites per a les seues cases.
Les capes superiors estan associades a l'Imperi axumita i daten del segle IV al VIII. Aquesta ciutat era aliada del poderós imperi comercial centrat en Axum, al sud-oest. Sembla que Matara era una de les ciutats al llarg de la ruta comercial que anava d'Axum a la seua ciutat portuària, Adulis, les extenses ruïnes de la qual es van investigar, però no àmpliament, i romanen a les proximitats de Zula, a sud-est de Massaua, a la costa de la Mar Roja.
Hi ha un corrent que intenta relacionar Matara amb els anomenats locals etíops-sabeus, com ara Yeha, al nord d'Etiòpia. Aquesta semblança satisfà una ideologia que vol indicar que comunitats com Matara i Keskese vivien en l'àmbit econòmic, ideològic i polític del Regne de D'mt i que aquest enllaç només començà a existir en les últimes quatre dècades a l'àrea de la Banya d'Àfrica.

## Arquitectura
Visible en primer pla, es troba el vast palau que fa a prop de 160 m x 120 m, amb la paret en espiral, per a arribar als patis i a l'edifici principal hi havia trams d'escales exteriors. Altres edificis del conjunt eren esglésies del segle VII, que també estaven emmurallades i reflectien la influència arquitectònica de les primeres esglésies cristianes ortodoxes de Síria. Els edificis que es trobaven sota les seues fundacions testimonien una tradició de culte que data del període precristià.
Anfray va excavar tombes, esglésies i edificis residencials, i entre els darrers hi havia cases d'elit i de comunes. En l'anomenada Muntanya B hi havia ruïnes de grans mansions amb cambres, i s'hi trobaren tres altres vil·les semblants. També hi aparegueren ruïnes de cases de només dues o tres habitacions i altres de grandària intermèdia entre aquestes i les vil·les, suggerint una jerarquia social. Alguns dels residents de Matara devien tenir una riquesa considerable, perquè s'hi trobats tresors en orfebreria d'origen romà. A més, hi havia una certa sofisticació material, per la presència d'aigua encanalada, amb encaix d'àmfores, que servien per al baptisteri de la principal església descoberta.
Hawulti, un obelisc preaxumita o de l'inici de l'era d'Axum, és en aquest jaciment arqueològic.